# Dr. Ken
Dr. Ken es una serie de televisión estadounidense transmitida por ABC desde el 2 de octubre de 2015. El 20 de octubre de 2015, la cadena ABC ordenó una temporada completa de 22 episodios de la primera temporada.
El 11 de mayo de 2017, ABC canceló la serie luego de finalizar su segunda temporada.

## Argumento
Dr. Ken es un médico brillante que trata de equilibrar su carrera con su vida familiar, que puede ser difícil en ambos frentes, especialmente cuando se tiene a una terapeuta como esposa.

## Elenco

### Principal
- Ken Jeong como Dr. Ken Park
- Suzy Nakamura como Dr. Allison Park
- Tisha Campbell-Martin como Damona.
- Jonathan Slavin como Clark Leslie Beavers.
- Albert Tsai como Dave Park.
- Krista Marie Yu como Molly Park.
- Kate Simses como Dr. Julie Dobbs
- Dave Foley como Pa

### Invitados
- Margaret Cho como Dr. Wendi Park
- Dr. Oz como él mismo

## Episodios

### Primera temporada
| N.º | Título                       | Director             | Guionista                                                                                          | Primera emisión         | Audiencia (en millones) |
| --- | ---------------------------- | -------------------- | -------------------------------------------------------------------------------------------------- | ----------------------- | ----------------------- |
| 1   | «Pilot»                      | Scott Ellis          | Historia por: Jared Stern, Ken Jeong y John Fox Teleplay por: Chrissy Pietrosh y Jessica Goldstein | 2 de octubre de 2015    | 6.71                    |
| 2   | «The Seminar»                | Scott Ellis          | Mary Fitzgerald                                                                                    | 9 de octubre de 2015    | 5.72                    |
| 3   | «Ken Helps Pat»              | Andy Cadiff          | Matthew Libman y Daniel Libman                                                                     | 16 de octubre de 2015   | 5.76                    |
| 4   | «Kevin O'Connell»            | Mark Cendrowski      | Paul A. Kaplan y Mark Torgove                                                                      | 23 de octubre de 2015   | 5.97                    |
| 5   | «Halloween Aversary»         | Anthony Rich         | Erik Sommers                                                                                       | 30 de octubre de 2015   | 5.77                    |
| 6   | «Ken Teaches Molly a Lesson» | Andy Cadiff          | Mike Sikowitz                                                                                      | 6 de noviembre de 2015  | 5.38                    |
| 7   | «Dr. Wendi: Coming to L.A.!» | Ken Whittingham      | Hilary Winston                                                                                     | 13 de noviembre de 2015 | 5.26                    |
| 8   | «Thanksgiving Culture Clash» | Ken Whittingham      | Mike O'Connell                                                                                     | 20 de noviembre de 2015 | 6.07                    |
| 9   | «Ken Cries Foul»             | Rob Schiller         | Mike Sikowitz                                                                                      | 4 de diciembre de 2015  | 5.32                    |
| 10  | «The Master Scheduler»       | Beth McCarthy-Miller | Paul O'Toole y Andy St. Clair                                                                      | 11 de diciembre de 2015 | 4.80                    |
| 11  | «Delayed in Honolulu»        | Anthony Rich         | Mike Sikowitz                                                                                      | 8 de enero de 2016      | 5.32                    |
| 12  | «Ken's Physical»             | Victor Gonzalez      | Paul A. Kaplan y Mark Torgrove                                                                     | 15 de enero de 2016     | 4.80                    |